# Dautphetal
Dautphetal település Németországban, Hessen tartományban. Lakosainak száma 11 461 fő (2023. december 31.).

## Népesség
A település népességének változása:
| Lakosok száma | 11 584 | 11 474 | 11 475 | 11 319 | 11 418 | 11 461 |
|               | 2015   | 2017   | 2019   | 2021   | 2022   | 2023   |